# Tim Junge
Tim Junge (* 6. März 2001 in Pinneberg) ist ein deutscher Eishockeyspieler, der seit August 2025 beim FASS Berlin in der Regionalliga Ost unter Vertrag steht.

## Leben und Karriere
Tim Junge begann seine Karriere im Nachwuchsbereich vom Hamburger SV. Hier war Junge unter anderem im Alter von 14 Jahren für die HSV Young Freezers in der Schüler-Bundesliga für unter 16-Jährige aktiv. Zur Saison 2015/2016 wechselte Tim Junge zu den Eisbären Juniors Berlin, wo er weitere zwei Saisons in der Schüler-Bundesliga für unter 16-Jährige aktiv war. In der Saison 2016/2017 wurde Junge erstmals für die U16-Nationalmannschaft des Deutschen Eishockey-Bundes nominiert.
Von 2017 bis 2020 stand Junge im Kader der Eisbären Juniors, welche in der Deutschen Nachwuchsliga (DNL) aktiv waren. In der Saison 2018/2019 war er mit einer Förderlizenz für den ECC Preussen Berlin ausgestattet, welcher in der Oberliga Nord am Spielbetrieb teilnahm.
In der Saison 2019/20 verpflichteten die Rostock Piranhas Junge per Förderlizenz. Hier spielte Tim Junge ebenfalls in der dritthöchsten Spielklasse Deutschlands.
Des Weiteren führte Junge die U20-Mannschaft der Eisbären Juniors Berlin in der Saison 2019/2020 als Assistenzkapitän.
In der Saison 2020/2021 stand Junge im Aufgebot der Lausitzer Füchse und absolvierte neun Spiele in der DEL2, der zweithöchsten Spielklasse Deutschlands.
Im Februar 2021 folgte der Wechsel zu den Icefighters Leipzig, hier kam Junge in 21 Spielen auf 1 Tor und 7 Vorlagen. Zur Saison 2021/2022 wechselte Junge zu den Hammer Eisbären, welche ebenfalls der Oberliga angehörten. Hier gelangen ihm 12 Punkte in 39 Spielen. In der Saison 2022/2023 stand Tim Junge im Kader der Moskitos Essen, für die er in 42 Partien auf dem Eis stand. Zur Saison 2023/2024 wechselt Junge zum Adendorfer EC. Zur Saison 2025/2026 wechselt er zum Meister der Regionalliga Ost FASS Berlin.